# Alexander Dittner

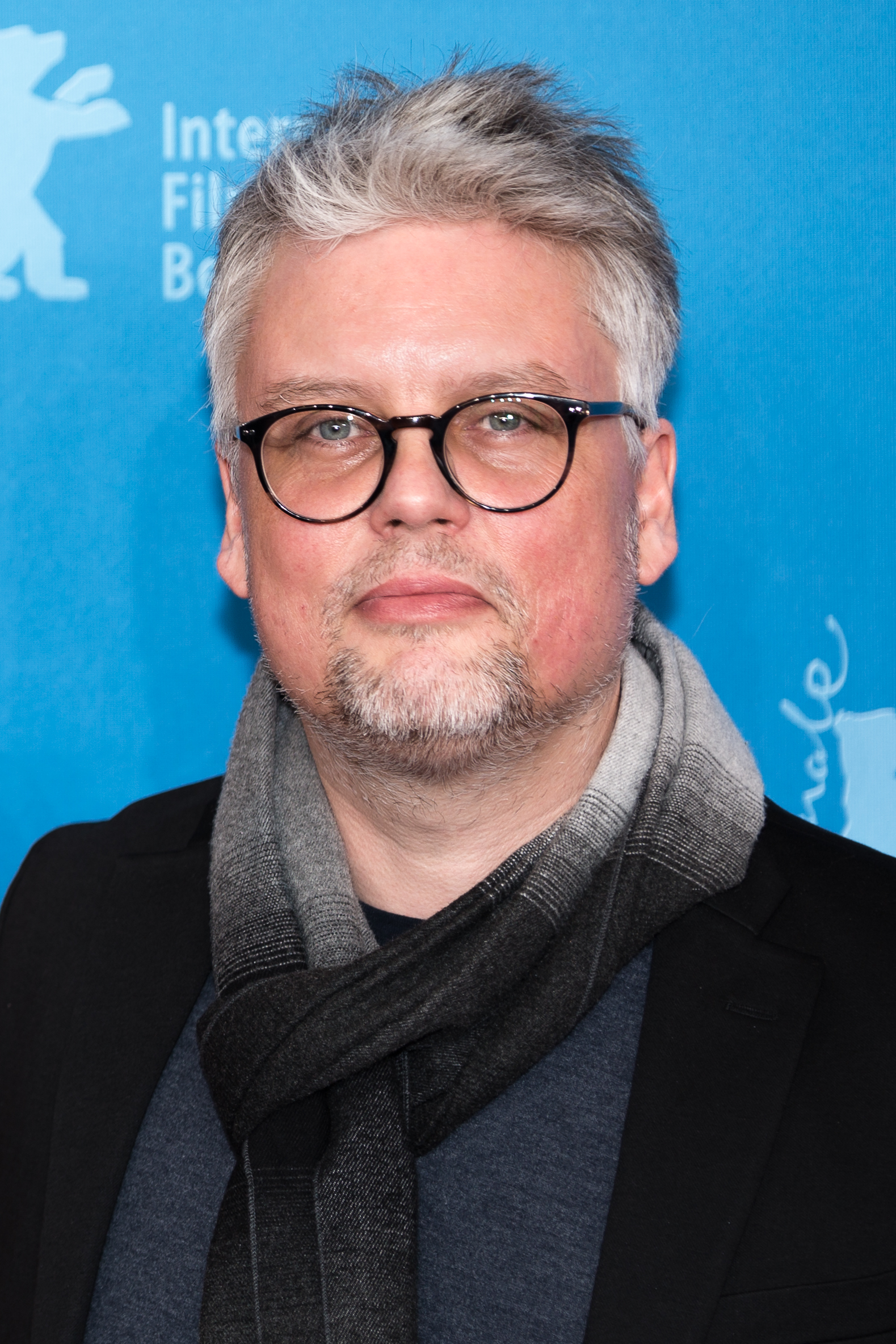
Alexander Dittner auf der Berlinale 2017

Alexander Dittner (* 1967 in Hannover) ist ein deutscher Filmeditor.

## Leben
Alexander Dittner ist seit 1997 im Bereich Filmschnitt tätig. Er wirkte, beginnend mit Erkan & Stefan aus dem Jahr 2000, bei fast allen Film-Produktionen von Michael Herbig mit. Zuvor war er bereits an der Bullyparade beteiligt gewesen. Sein Schaffen umfasst rund 30 Film- und Fernsehproduktionen.
2015 war Dittner für seine Montage von Oliver Hirschbiegels Film Elser – Er hätte die Welt verändert für den Deutschen Filmpreis nominiert.

## Filmografie (Auswahl)
- 2000: Erkan & Stefan
- 2001: Der Schuh des Manitu
- 2002: Feuer, Eis & Dosenbier
- 2003: Soloalbum
- 2004: (T)Raumschiff Surprise – Periode 1
- 2005: Es ist ein Elch entsprungen
- 2006: Die Wolke
- 2007: Herr Bello
- 2008: Lauf um Dein Leben – Vom Junkie zum Ironman
- 2008: Die Wilden Kerle 5
- 2009: Wickie und die starken Männer
- 2009: 12 Meter ohne Kopf
- 2010: Konferenz der Tiere
- 2010: Groupies bleiben nicht zum Frühstück
- 2011: Resturlaub
- 2011: Hexe Lilli – Die Reise nach Mandolan
- 2012: Zettl
- 2013: Buddy
- 2015: Elser – Er hätte die Welt verändert
- 2015: Gespensterjäger – Auf eisiger Spur
- 2015: Die Trapp Familie – Ein Leben für die Musik
- 2015: Ich bin dann mal weg
- 2017: Bullyparade – Der Film
- 2017: Der gleiche Himmel
- 2018: Mackie Messer – Brechts Dreigroschenfilm
- 2018: Ballon
- 2020: Es ist zu deinem Besten
- 2021: Der Boandlkramer und die ewige Liebe
- 2021: Fly
- 2022: Tausend Zeilen
- 2022: Immenhof – Das große Versprechen
- 2022: The Magic Flute – Das Vermächtnis der Zauberflöte
- 2024: Eine Million Minuten
- 2024: Hagen – Im Tal der Nibelungen
- 2025: Das Kanu des Manitu